# Rosina Becker do Valle
Rosina Becker do Valle (Rio de Janeiro, 1914 – 2002) foi uma pintora naïf brasileira.
Era dona de casa até começar a pintar por lazer, em 1955. Então matriculou-se na escola do Museu de Arte Moderna do Rio de Janeiro, sendo aluna de Ivan Serpa. Participou do Salão Nacional de Belas Artes entre 1967 e 1969, e da Bienal de São Paulo em suas V e VII edições. Além disso já expôs coletiva ou individualmente em muitas cidades brasileiras e do exterior. 
Seu trabalha enfoca principalmente o folclore, as florestas e os santos. Tem obras no Musée d'Art Naïf de L'Île de France, nos Museu de Arte Moderna de Hamburgo e de Buenos Aires, além de ter obras reproduzidas em livros editados no Brasil, Suíça, Inglaterra e França.